# Dhaulagiri

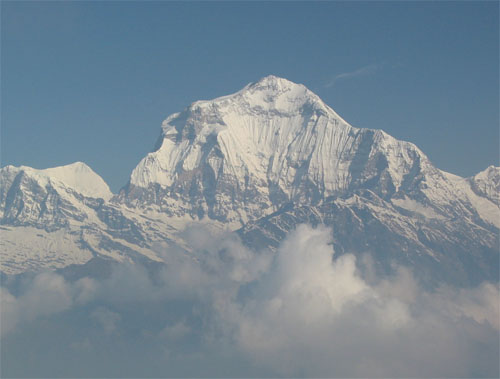
Dhaulagiri z Poon Hill w Nepalu

Dhaulagiri lub Dhaulagiri I (sanskryt धौलागिरी ‘Biała Góra’) – szczyt w Himalajach środkowo-zachodnich o wysokości 8167 m, oddzielony od pobliskiej Annapurny głęboko wciętą doliną rzeki Kali Gandaki. Różnica wysokości między szczytem Dhaulagiri a rzeką – około 6 km – jest jedną z największych deniwelacji górskich na świecie. Dhaulagiri jest siódmym co do wysokości ośmiotysięcznikiem. Przez pewien czas, od pomiarów z 1818 r. do połowy XIX w., uważany za najwyższą górę świata.
Próbę wejścia podjęła wyprawa francuska w 1950 roku. W obliczu trudności orientacyjnych spowodowanych brakiem map i nieznajomością terenu Francuzi przenieśli się pod Annapurnę.
8 kwietnia 2009 roku podczas wyjścia aklimatyzacyjnego na Dhaulagiri zginął polski himalaista Piotr Morawski, członek międzynarodowej wyprawy, której celem było wejście nową drogą na Manaslu w Nepalu.
Wokół masywu Dhaulagiri prowadzi trasa trekingowa, uchodząca za jedną z najbardziej wymagających w Himalajach.

## Wierzchołki masywu Dhaulagiri
W masywie Dhaulagiri można wyodrębnić następujące samodzielne wierzchołki:
| Wierzchołek              | Wysokość (m n.p.m.) | Wybitność |
| ------------------------ | ------------------- | --------- |
| Dhaulagiri I             | 8167                | 3357      |
| Dhaulagiri II            | 7751                | 2396      |
| Dhaulagiri III           | 7715                | 135       |
| Dhaulagiri IV            | 7661                | 469       |
| Dhaulagiri V             | 7618                | 340       |
| Churen Himal (Centralny) | 7385                | 600       |
| Churen Himal (Wschodni)  | 7371                | 150       |
| Churen Himal (Zachodni)  | 7370                | 70        |
| Dhaulagiri VI            | 7268                | 485       |
| Putha Hiunchuli          | 7246                | 1151      |
| Gurja Himal              | 7193                | 500       |

## Zdobywcy
Pierwszego wejścia dokonała 13 maja 1960 roku szwajcarska wyprawa kierowana przez Maxa Eiselina. W ataku szczytowym uczestniczyli: Kurt Diemberger, Peter Diener, Ernest Forrer, Albin Schelbert i Szerpowie Nawang Dorje i Nyima Dorje. 23 maja 1960 na wierzchołek weszli Michel Vaucher i Hugo Weber. Uczestnikami byli Jerzy Hajdukiewicz i Adam Skoczylas.
Polskie wejścia
- 18 maja 1980 – Wojciech Kurtyka i Ludwik Wilczyński (w zespole polsko-brytyjsko-szwajcarskim, z René Ghilinim i Alexem MacIntyre'm) po pokonaniu nowej drogi ścianą wschodnią (wysoką na ok. 2400 m) w stylu alpejskim, zakończonym 15 maja na wys. ok. 7500 m na grani i połączeniu z inną drogą (bez wejścia na wierzchołek), zeszli do bazy i weszli na szczyt drogą normalną[4].
- 18 maja 1983 – Mirosław Gardzielewski, Jacek Jezierski, Tadeusz Łaukajtys i Wacław Otręba[5]
- 21 stycznia 1985 – Andrzej Czok i Jerzy Kukuczka – pierwsze wejście zimowe, drogą normalną (wyprawą kierował Adam Bilczewski)[6]
- 24 kwietnia 1990 – Krzysztof Wielicki samotnie[7]
- 1994 – Piotr Pustelnik[5]
- 1 maja 2008 – Kinga Baranowska – jako pierwsza Polka[5]
- 11 maja 2008 – Artur Hajzer i Robert Szymczak[5]
- 1 października 2021 – Waldemar Kowalewski[8]
- 18 maja 2023 - Dorota Rasińska-Samoćko[9]